# Palazzo Tinghi
Il Palazzo Tinghi è un palazzo storico di Udine, sito in Via Vittorio Veneto.

## Storia
La famiglia Tinghi da Bel Monte, originaria di Siena, si era stabilita a Udine fin dal 1320. Da essa uscirono personaggi eminenti della vita civile e religiosa friulana. Nel XVI secolo aveva stretto rapporti con il cardinale Pompeo Colonna, nominato da Carlo V viceré di Napoli. Il fabbricato trecentesco, passato nei secoli successivi per diverse mani, fu ristrutturato nelle forme attuali ai primi del Cinquecento. Fra il 1532 e il 1533 fu chiamato ad affrescare l'intero prospetto della dimora Giovanni Antonio de’ Sacchis, detto il Pordenone all'apice della fama. La complessa impresa decorativa con scene ispirate alla Gigantomachia, un tema allusivo alle vicende politiche e militari legate a Carlo V, destò vasta risonanza, tanto che Giorgio Vasari dedicò a essa una particolareggiata descrizione nelle sue Vite de' più eccellenti pittori, scultori e architettori, seguito poi dal Ridolfi. Entro gli spazi scanditi dal doppio ordine di finestre architravate sopra le arcate dei portici, con la trifora al primo piano e il poggiolo al secondo, l'artista compose una fitta trama di episodi allegorico-mitologici. Oggi molto rovinati, erano ancora in gran parte leggibili alla fine dell'Ottocento, tanto che Giovanni Battista Cavalcaselle ne fa una accurata descrizione:
(Giovanni Battista Cavalcaselle, Vita ed opere dei pittori friulani)
Al piano nobile, una saletta venne decorata nel 1535 da Pomponio Amalteo (1505-1588). Su un fondo dotato di finti mattoni, sono dipinti degli amorini che giocano fra rami e animali fantastici. Nel centro di ciascuna parete, si aprono tre scene di vita campestre mentre sulla quarta, prospiciente la strada è raffigurata l’Annunciazione.
Tra il 1795 e il 1812 l'edificio ospitò l'albergo Croce di Malta, molto importante nella storia della vecchia Udine, poi trasferito in via Rialto. Agli anni venti dell'Ottocento si deve una trasformazione del piano nobile secondo lo stile neoclassico. Nel salone passante, cuore del palazzo, si trova un gesso di Antonio Marsure (1807-1884) raffigurante la Morte di Epaminonda eseguito intorno al 1828 e 1829. Tale opera risulta già citata nella Guida di Udine di Ludovico Rota del 1847:
(Ludovico Rota)
Il gesso del Marsure, come scrive Maurizio Buora, è praticamente l'unica sua opera rimasta in Udine. Il salone nobile che ospita il gesso mostra ancora la ripartizione tipicamente neoclassica delle pareti; essa accompagna e ingloba i riquadri cinquecenteschi delle porte. Un salottino presenta un soffitto sagomato in forma di pseudovolta a botte, con vele laterali che circondano le lunette. La decorazione pittorica lo suddivide in riquadri poligonali (losanghe e pentagoni) inquadrati da cornici vegetali e racchiudenti motivi decorativi con tempietti, gemme etc. alternate a figurine simboliche allusive alle arti. Motivi stilistici e concordanze di date fanno ritenere che la decorazione sia opera di Giuseppe Borsato (1770-1849) realizzata in concomitanza con la collocazione del gesso del Marsure.